# TWiki
O Twiki é uma ferramenta de escrita colaborativa na web, ou seja, um wiki, que consiste em possibilitar várias pessoas, separadas geograficamente, de interagir criando conteúdo utilizando apenas um navegador. Através do TWiki, é possível desenvolver documentação em formato de hipertexto através da Web, de uma forma dinâmica e sem a necessidade de software especializado.
Twiki é feito em linguagem perl, utilizando o conceito de cgi, dentre as suas funcionalidades estão:
- Controle de acesso e edição
- Controle de revisão
- Hierarquia de tópicos e webs
- Interface customizável via CSS.
- É software livre.